# Rudi Gaul
Rudi Gaul (* 1982 in München) ist ein deutscher Film- und Theaterregisseur, Drehbuchautor und Filmproduzent.

## Leben
Rudi Gaul absolvierte von 2003 bis 2009 ein Studium in Theaterwissenschaften, Germanistik und Politologie an der Ludwig-Maximilians-Universität München und war Stipendiat der Studienstiftung. Im Jahre 2006 gründete er das Filmproduktionsunternehmen Schattengewächs. Sein erster Spielfilm Das Zimmer im Spiegel wurde für den Max Ophüls-Preis nominiert und beim Fünf Seen Filmfestival als bester Nachwuchsfilm ausgezeichnet. Von 2009 bis 2010 war Gaul VGF-Stipendiat des Bayerischen Filmzentrums München. Für seinen Dokumentarfilm Wader Wecker Vater Land wurde er 2011 für den Deutschen Regiepreis Metropolis nominiert und mit dem Publikumspreis am Münchner Filmfest als beliebtester Film ausgezeichnet.
Im Jahr 2015 inszenierte Gaul am Theater Freiburg mit Verdis Il Trovatore seine erste Oper. 2017 war er erstmals zu Gast am Theater Baden-Baden mit seiner Inszenierung Geächtet von Ayad Akhtar. In der Theatersaison 2017/2018 inszenierte er Yasmina Rezas Komödie Bella Figura, die in der Spielzeit 2018/2019 wiederaufgenommen wurde.
Gaul ist Mitglied im Bundesverband Regie (BVR).

## Filmografie (Auswahl)
- 2009: Das Zimmer im Spiegel (Drehbuch und Regie)
- 2011: Wader Wecker Vater Land (Drehbuch und Regie)
- 2014: Das Hotelzimmer (Drehbuch und Regie)
- 2018: Safari – Match Me If You Can (Drehbuch und Regie)
- 2019: Frau Mutter Tier (Drehbuch)
- 2021: Tatort: Videobeweis
- 2023: Tatort: Königinnen
- 2023: Tatort: Vergebung
- 2024: Tatort: Ad Acta
- 2024: Tatort: Borowski und das ewige Meer
- 2025: Tatort: Verblendung